# Nicu Gingă
Nicu Gingă (n. 10 martie 1953, Grăniceri, România) este un luptător român, laureat cu argint la Montreal 1976.

## Distincții
- Ordinul „Meritul Sportiv” clasa a II-a (18 august 1976) „pentru rezultatele deosebite obținute la Jocurile olimpice de vară de la Montreal – 1976, precum și pentru contribuția adusă la dezvoltarea activității sportive și la creșterea prestigiului sportului românesc pe plan internațional”[2]